# Nativos de Alaska
Los nativos de Alaska son los pueblos indígenas de Alaska (Estados Unidos) e incluyen a los Iñupiat, Yupik, Aleutas, Eyak, Tlingit, Haida, Tsimshian y varias culturas atabascanas. A menudo son definidos por sus grupos lingüísticos. Muchos nativos de Alaska están inscritos en entidades tribales nativas de Alaska reconocidas federalmente, que a su vez pertenecen a 13 Corporaciones Regionales Nativas de Alaska, que administran reclamaciones de tierras y financieras.
A lo largo del Ártico y el norte circumpolar, los ancestros de los nativos de Alaska establecieron diferentes culturas indígenas y complejas que se han sucedido entre sí a lo largo del tiempo. Desarrollaron formas sofisticadas para lidiar con el clima y el ambiente desafiantes, y las culturas enraizadas en el lugar. Los grupos históricos han sido definidos por sus lenguas, que pertenecen a varias familias importantes de idiomas. Hoy en día, los nativos de Alaska representan más del 15 % de la población del estado de Alaska.

## Demografía
La Comisión de Nativos de Alaska estimó que había unos 86 000 nativos de Alaska viviendo en Alaska hacia 1990, y otros 17 000 que vivían fuera del estado. Un estudio de 2013 realizado por el Departamento de Trabajo y Desarrollo Laboral de Alaska documentó a más de 120 000 personas nativas de Alaska en el estado. Mientras que la mayoría de los nativos de Alaska viven en aldeas pequeñas o centros regionales remotos como Nome, Dillingham y Bethel, el porcentaje de personas que viven en áreas urbanas ha aumentado. En el censo de 2000, el 38 % vivía en áreas urbanas, en comparación con el 44 % en el censo de 2010.

## Historia

### Colonización rusa

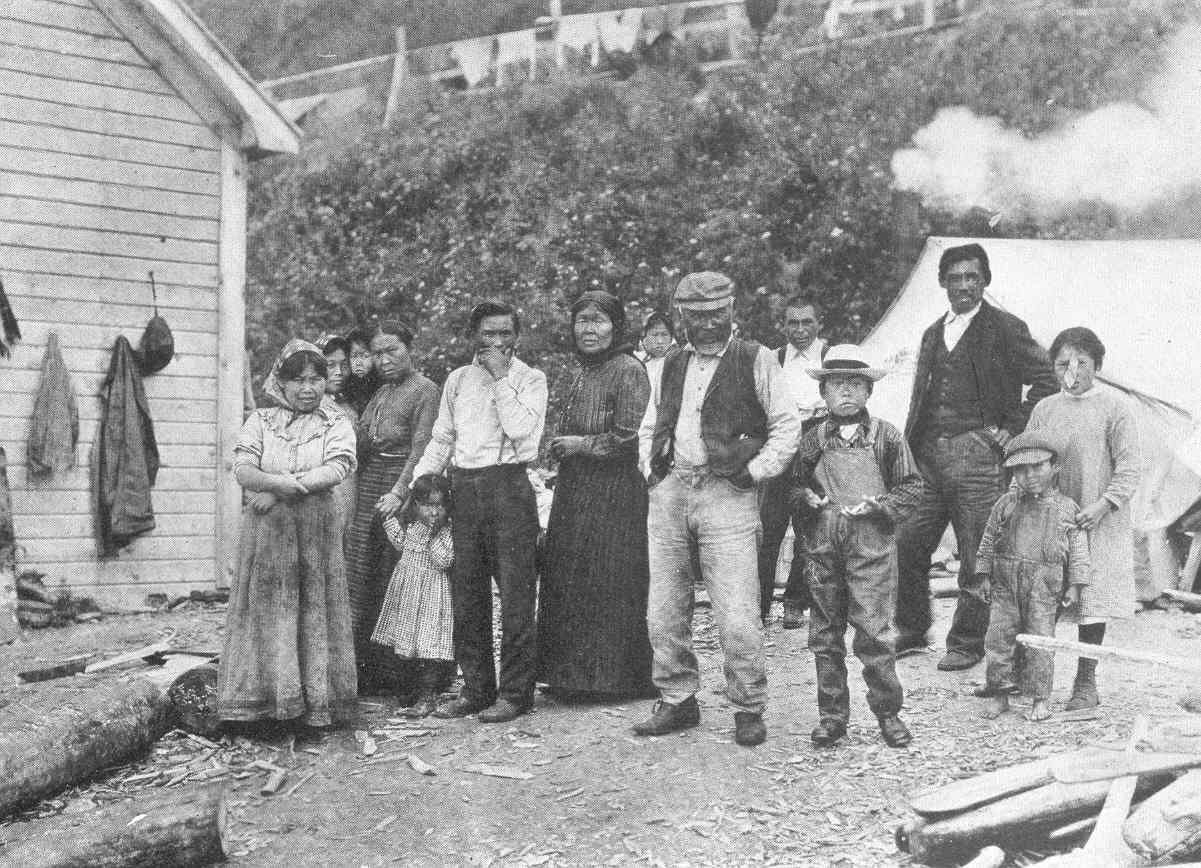
Aleutas de la isla Kodiak (1915).

Cuando Alaska integraba el Imperio Ruso, los rusos obligaron a los aleutas a cazar alimentos por ellos. A medida que se corrió la voz sobre las riquezas en pieles, la competencia entre las empresas rusas aumentó y forzaron a los aleutas a la esclavitud. Durante las dos primeras generaciones bajo dominio ruso (1741/1759-1781/1799), el 80 por ciento de la población aleutiana murió de enfermedades infecciosas de origen euroasiático. Estas eran endémicas entre los europeos, pero los aleutas no tenían inmunidad.
Los historiadores han sugerido que la compañía ruso-americana, explotó a los nativos como fuente de mano de obra barata. El comercio de pieles llevó a usar no solo a los pueblos indígenas para el trabajo, sino también a usarles como rehenes para adquirir yasak. Era un método de tributación que los rusos habían encontrado previamente útil en su primer encuentro con las comunidades nativas de Siberia. Las pieles de castor también se solían dar a los comerciantes de pieles en el primer contacto con las comunidades.
La compañía utilizó la fuerza militar sobre las familias indígenas, ya que fueron tomadas como rehenes y retenidas hasta que los miembros masculinos de la comunidad entregaran pieles. Las pieles de nutria en la isla Kodiak y las islas Aleutianas incitaron a los rusos a iniciar estos impuestos. El robo y maltrato en forma de castigos corporales y la retención de alimentos también estuvo presente a la llegada de comerciantes de pieles. Catalina la Grande disolvió la entrega del tributo en 1799, y en su lugar instituyó una conscripción obligatoria de hombres nativos entre 18 y 50 años de edad para convertirse en cazadores de focas estrictamente para la compañía ruso-americana. El servicio obligatorio de los hombres indígenas dio a la compañía la competencia para competir con comerciantes de pieles estadounidenses y británicos, al tiempo que alteró y destruyó comunidades de nativos por separar a los hombres de sus familias. La propagación de enfermedades también alteró las poblaciones de las comunidades. Aunque los registros mantenidos en el período eran escasos, se considera que el 80 % de la población existente antes de la colonización rusa había desaparecido hacia 1800.
Las relaciones entre las mujeres nativas y los comerciantes de pieles aumentaron a medida que los hombres nativos estaban lejos de las aldeas. Esto dio lugar a matrimonios e hijos mestizos. Para reducir las hostilidades con las comunidades aleutianas, el casamiento entre comerciantes de pieles rusos y mujeres aleutianas se convirtió en una política, ayudando al crecimiento de una fuerte población criolla en el territorio controlado por la compañía ruso-americana.
El crecimiento de la iglesia ortodoxa rusa fue otra táctica importante en la colonización y conversión de los pueblos indígenas. Iván Veniamínov, quien luego se convirtió en San Inocencio de Alaska, fue un importante misionero que cristianizó a los pueblos indígenas. La iglesia crio niños mestizos siguiendo el cristianismo ortodoxo ruso, mientras que la compañía rusa-americana les proporcionó educación. Se consideró que los mestizos tenían altos niveles de lealtad hacia la corona rusa y la compañía ruso-americana. Después de completar su educación, a menudo los niños eran enviados a Rusia, donde estudiaban cartografía, teología e inteligencia militar.

### Ley de Liquidación de las Reclamaciones de los Nativos de Alaska
En 1971, el Congreso de los Estados Unidos aprobó la Ley de liquidación de reclamaciones de nativos de Alaska (Alaska Native Claims Settlement Act, ANCSA), que resolvió reclamaciones de tierras y financieras por las tierras y recursos que los pueblos nativos de Alaska habían perdido frente a los estadounidenses de origen europeo. Previó el establecimiento de 13 corporaciones regionales nativas de Alaska para administrar dichas reclamaciones.

## Economía de subsistencia

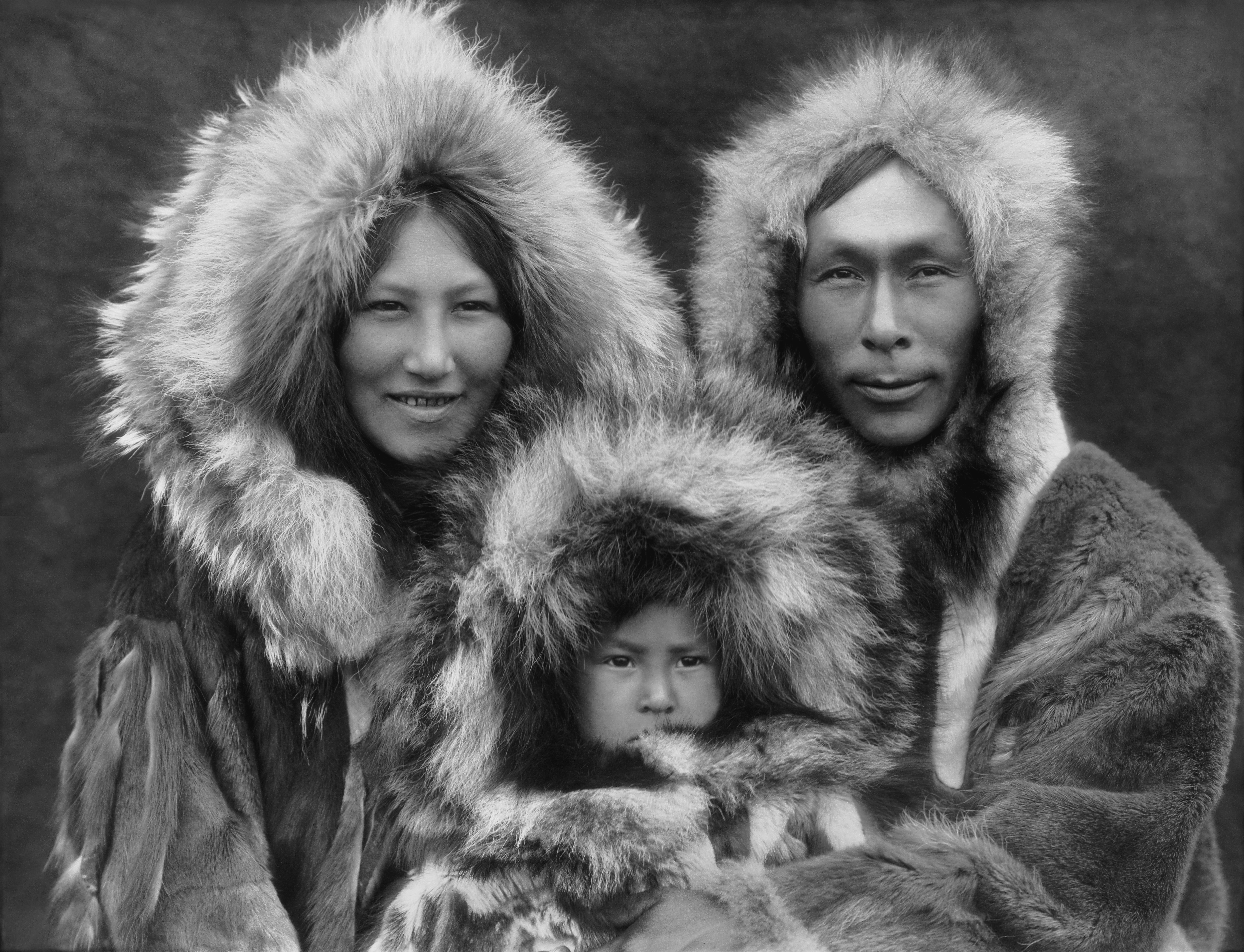
Familia esquimal (1929).

La recolección de alimentos de subsistencia sigue siendo una actividad económica y cultural importante para muchos nativos de Alaska. En Barrow, hacia 2005, más del 91 por ciento de los hogares de Iñupiat entrevistados todavía participaban en la economía de subsistencia local, en comparación con el aproximadamente 33 por ciento de los hogares que no eran de Iñupiat que utilizaban los recursos naturales obtenidos de la caza, la pesca o la recolección.
Pero, a diferencia de muchos nativos de los Estados Unidos contiguos, los nativos de Alaska no tienen tratados con los Estados Unidos que protejan sus derechos de subsistencia, a excepción del derecho a la captura de ballenas y otros mamíferos marinos. La Ley de Liquidación de Reclamaciones de los Nativos de Alaska extinguió explícitamente los derechos de caza y pesca de los nativos en el estado.

## Culturas

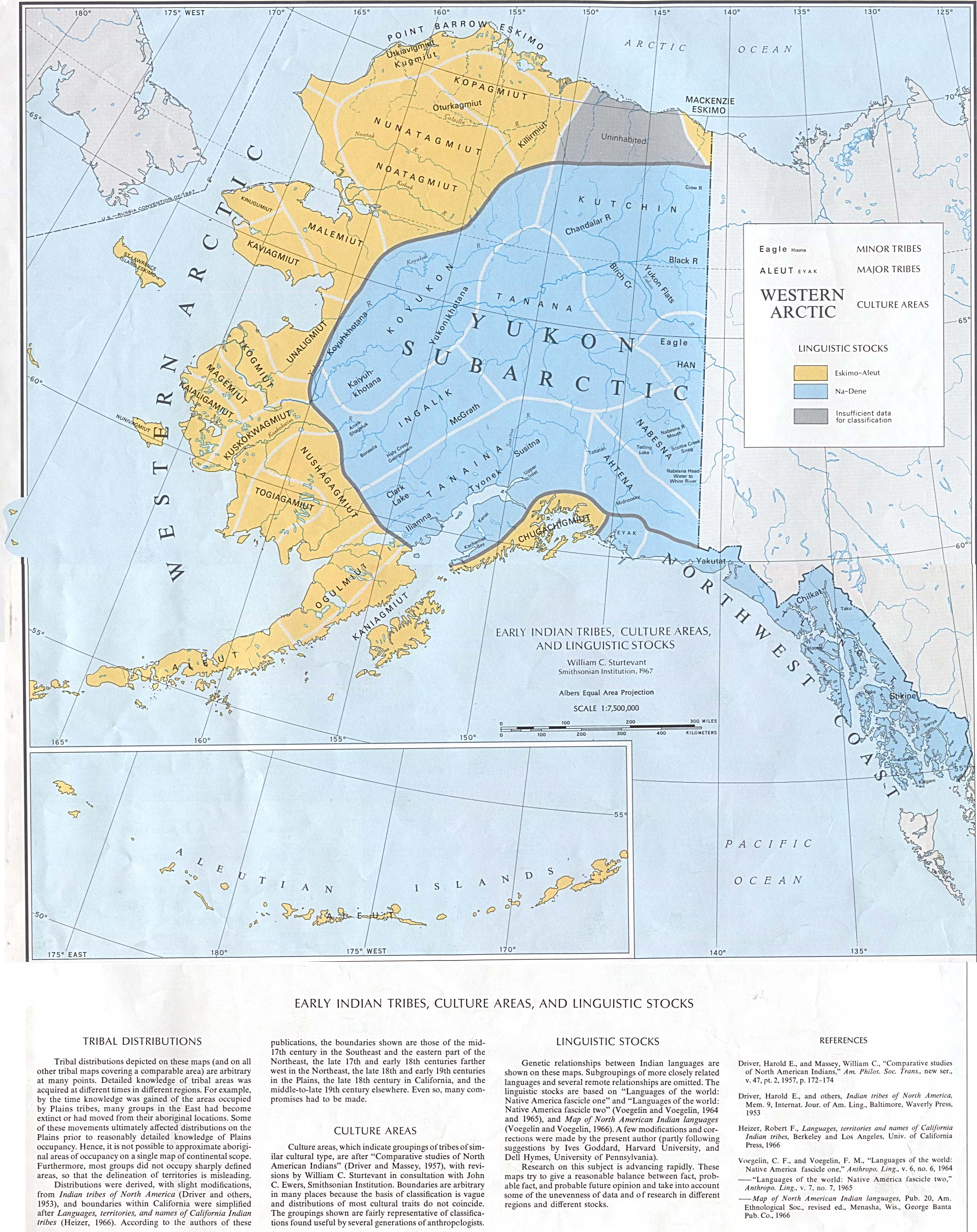
Idiomas de los nativos de Alaska.

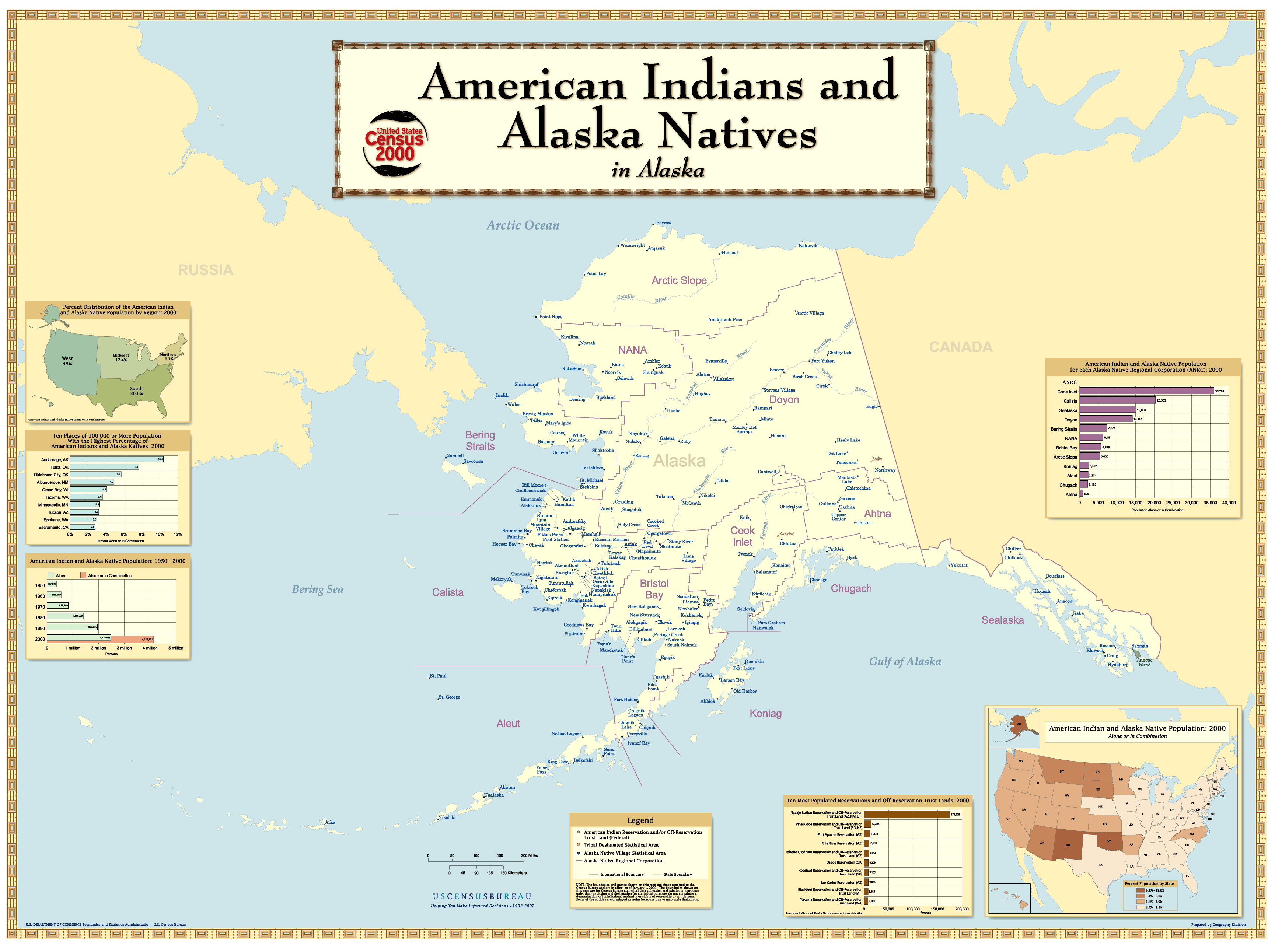
Mapa de los nativos de Alaska.

A continuación se muestra una lista de las diferentes culturas nativas de Alaska, que se definen en gran medida por sus idiomas históricos. Dentro de cada cultura hay muchas tribus diferentes.
- Antiguos Beringianos
- Athabaskan
  - Ahtna
  - Deg Hit'an
  - Dena'ina
  - Gwich'in
  - Hän
  - Holikachuk
  - Koyukon
  - Tanana Athabaskans
  - Upper Kuskokwim (Kolchan)
- Eyak
- Tlingit
- Haida
- Tsimshian
- Eskimo
  - Iñupiat, un grupo Inuit
  - Yupik
    - Siberian Yupik
    - Yup'ik
      - Cup'ik

    - Sugpiaq ~ Alutiiq
      - Chugach Sugpiaq
      - Koniag Alutiiq
- Aleutas (Unangan)